# Putot-en-Bessin
Putot-en-Bessin är en kommun i departementet Calvados i regionen Normandie i norra Frankrike. Kommunen ligger i kantonen Tilly-sur-Seulles som ligger i arrondissementet Caen. År 2018 hade Putot-en-Bessin 432 invånare.

## Befolkningsutveckling
Antalet invånare i kommunen Putot-en-Bessin
Referens:INSEE